# Soteria
Soteria – specyficzna odmiana społeczności leczniczej, abstrahująca od modelu medycznego, nie definiująca chorych wyłącznie przez stany patologiczne, według twórców działająca na zasadzie fundamentalnej zmiany paradygmatu postrzegania pacjenta.

## Historia
Nazwa wywodzi się od greckiego słowa σωτηρια (soteria) – zbawienie.
Pierwowzorem Soterii była społeczność zorganizowana w San Jose w Kalifornii (USA) w latach 1971-1983. Profesjonalny personel psychiatryczny leczący chorych na schizofrenię zwrócił się do pozaprofesjonalistów z prośbą o zaopiekowanie się chorymi. Inicjatorami modelu byli psychiatra Loren Mosher i Ronald Liang (ten drugi, wraz z Davidem Cooperem współtworzył alternatywny projekt opieki psychiatrycznej Kingslay Hall w Londynie).
Nowatorskie podejście twórców polegało na odejściu od tradycyjnego, głównego celu terapii, jakim było przywrócenie jednostce zdolności do funkcjonowania w społeczeństwie i dostosowanie jej do rzeczywistości osób w pełni zdrowych. W miejsce tego umożliwiano pacjentom przeżywanie swoich konfliktów w obrębie zamkniętej grupy, licząc na samoczynne zaistnienie procesu reintegracyjnego jako następstwa dogłębnego przepracowania kryzysu wewnętrznego. Kryzys traktuje się przy tym kreatywnie, a nie wyłącznie w kategoriach patologicznych, jako niedostosowanie społeczne. Mosher uważał, że epizod chorobowy można zintegrować z osią przebiegu życia, jako incydent, w efekcie czego świat „chory” i „zdrowy” przestaną się ze sobą wykluczać. Takie podejście pozwolić ma pacjentowi odzyskać właściwy stosunek do rzeczywistości.

## Charakterystyka

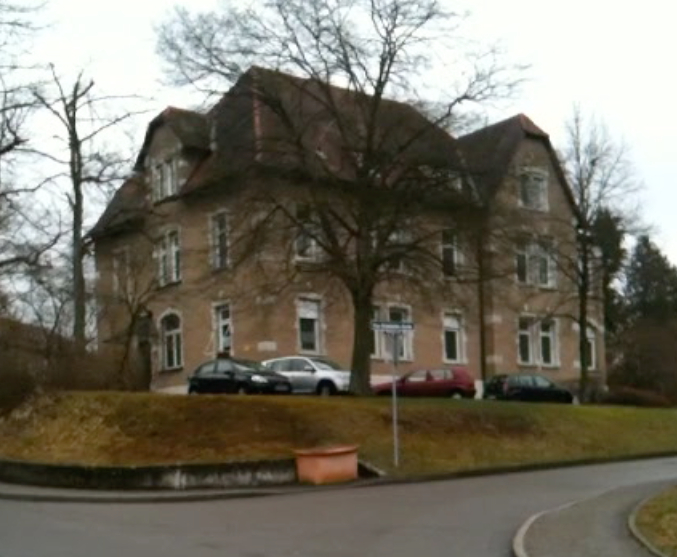
Soteria w Zwiefalten (Niemcy)

W Soteriach w daleko idący sposób ogranicza się podawanie substancji psychofarmakologicznych, choć całkowicie się z nich nie rezygnuje, zwłaszcza w okresach zaostrzonych objawów. Pacjent może jednak osobiście odnosić się do faktu przyjmowania lekarstw.
Za pierwsze projekty Soterii odpowiedzialni byli psychiatrzy. Wybór pomagających, jako osób niebędących profesjonalnymi psychiatrami lub psychoterapeutami, motywowano tym, że profesjonaliści kierują się częstokroć teoriami ograniczającymi holistyczne podejście do problemów człowieka ze schizofrenią (osób wyłącznie „chorych”). Nieprofesjonaliści są bardziej spontaniczni, swobodniejsi oraz mniej związani diagnozą, czy medycznymi definicjami. Mimo tego wybór osób do pracy nie był całkowicie przypadkowy – wybrano ludzi wnikliwych, opanowanych, spokojnych, zrównoważonych (zwłaszcza w sytuacjach nietypowych), o ograniczonych i niespektakularnych reakcjach. Nad działalnością wspólnoty zawsze czuwa psychiatra, ale odpowiedzialność za istotne aspekty działania Soterii spoczywa w równej mierze na opiekunach, jak i podopiecznych.
Ewaluacja wykazała, że pacjenci Soterii lepiej integrują się z otoczeniem społecznym, niż pacjenci tradycyjnych metod opieki psychiatrycznej, mimo że ci pierwsi przyjmowali minimalne dawki środków psychofarmakologicznych. M.in. regularnie wykonywali pracę przez określony czas, uczęszczali do szkół, zdawali egzaminy szkolne i zawodowe, opuszczali dotychczasowe miejsce zamieszkania i rozpoczynali samodzielne życie. W grupie podopiecznych Soterii niższy był także współczynnik powtórnej hospitalizacji. Najlepiej funkcjonowali pacjenci, którzy podczas pobytu w Soterii nie stosowali leków przeciwpsychotycznych.
Na dobre wyniki działalności Soterii wpływ ma organizacja takiej grupy: prostota zasad, jasność, jednoznaczność, spokój i odprężenie, a także unikanie nadmiernej stymulacji, nacisk na właściwą strukturyzację dnia i zbliżenie do życia domowego (nadanie cech wspólnoty rodzinnej zbliża pacjentów do zwykłej codzienności). Zasadniczą regułą jest też maksymalne zindywidualizowanie podejścia do pacjenta i odejście od szufladkowego traktowania schorzeń (zaliczania z góry do określonych diagnoz). Innowacją jest tzw. miękki pokój, do którego mają możliwość wycofania się pacjenci przeżywający szczególne kryzysy. Pokój taki urządzony jest bardzo prosto i skromnie, z nastawieniem na małą liczbę bodźców (w zasadzie wyłącznie materace, poduszki i koce oraz miękki dywan). Okna są tu pleksiglasowe, a malatura jasna. Do miękkiego pokoju trafiają najczęściej pacjenci nowi i zagrożeni samobójstwem. Spędzają tu nawet wiele dni pod troskliwą pieczą opiekunów.

## Krytyka
Jako że w Soteriach zamieszkują pacjenci z poważnymi zaburzeniami psychicznymi, w tym psychozami, to wymagania personalne odnośnie do opiekunów są bardzo wysokie. Wątek ten podkreślają krytycy Soterii, wskazując na utopijność projektu, niemożliwy do osiągnięcia ideał, a nie realistyczną alternatywę dla tradycyjnego leczenia psychiatrycznego.